# Bigne de Villeneuve
Paul de La Bigne Villeneuve (1813 - 1899), advogado, era membro da Sociedade Arqueológica de Ille-et-Vilaine.
Nascido em Rennes, comuna francesa na região administrativa da Bretanha, no departamento Ille-et-Vilaine, dedicou-se à história de sua cidade. Membro da sociedade São Vicente de Paulo de Rennes e também um dos fundadores do Jornal de Rennes. Descende de uma família de Louvigné-du-Désert, uma dinastia de médicos e advogados, formou-se em Direito em 1833. Toda a sua obra é sobre Rennes. O ponto mais alto de seu trabalho foi a publicação, em 1873, do cartulário da Abadia de Saint-Georges de Rennes, um mosteiro beneditino fundado no século XI.

Fonte:
http://cths.fr/an/prosopo.php?id=100133